# Transvésubienne
La Transvésubienne est une course de vélo tout terrain cross country marathon se déroulant en France, dans la vallée de la vésubie, jusqu'à son arrivée à Nice. Elle se déroule tous les ans à la fin du mois de mai. Elle est connue pour être particulièrement engagée et éprouvante.

## Description de la course
Le départ est donné de la Colmiane, pour une arrivée à Nice, en général sur la promenade des Anglais, pour une course d'environ 85 km. Le profil est globalement descendant, avec cependant également un fort dénivelé positif (3 300 m de dénivelé positif et 4 800 m de dénivelé négatif pour l'édition 2009). Les meilleurs coureurs terminent l'épreuve en environ 6 heures.
La première édition de la Transvésubienne se déroule en 1988. La course fait partie de l'avalanche cup, dont l'organisation est gérée par George Edwards. L'édition 2010 comptait 850 participants, 600 participants en 2009. La course est ouverte aux amateurs, cependant peu de coureurs terminent l'épreuve, 428 sur 850 partants en 2010. La course est mixte. En 2010, la Suissesse Myriam Saugy est la première femme, en 86e position.
L'édition 2009 a vu la participation de coureurs de niveau international comme Julien Absalon et Nino Schurter, et a été remportée par ce dernier. Christoph Sauser a également participé à l'édition 2013, et termine 3e.
La transvésubienne est considérée comme l'une des plus difficile course de vélo tout terrain,, notamment de par son niveau technique, en montée comme en descente, de nombreux portages, et des sentiers très rocailleux et cassants,.
La course est également difficile en raison des contraintes exercées sur le matériel. En 2009, Julien Absalon déchire son pneu sur 5 centimètres et met 35 min pour réparer, tandis que Nino Schurter crève 3 fois.
En 2012, la course est ouverte pour la première fois aux VAE, qui bénéficient d'un départ décalé, pour ne pas gêner les autres participants. Seuls deux concurrents prennent le départ en VAE, Jean-Pierre Bruni et Olivier Giordanengo, et seul ce dernier termine l'épreuve.

## Parcours
Le parcours change régulièrement, ne sont donnés ici que quelques points de passages.
- Départ de La Colmiane
- Col de la madeleine
- Brec d'Utelle
- Madone d'Utelle et descente vers le Cros d'Utelle
- Gorges de la Vésubie
- Col du Dragon, col du Travail
- Col d'aspremont
- Le Mont Chauve
- Vers Saint-André-de-la-Roche, suivi du lit du Paillon
- Promenade des Anglais

## Palmarès
| Année | Hommes                                   | Femmes (position scratch) |
| ----- | ---------------------------------------- | ------------------------- |
| 2019  | Emeric Turcat                            | Alexandra Marchal (110)   |
| 2018  | Alexis Chenevier                         | Evelien Hofmans (131)     |
| 2017  | Alexis Chenevier                         | Kristien Achten (56)      |
| 2016  | Alexis Chenevier                         | Nadine Sapin (93)         |
| 2015  | Alexis Chenevier                         | Nadine Sapin (93)         |
| 2014  | Alexis Chenevier                         | Nadine Sapin (103)        |
| 2013  | Alexis Chenevier                         | Nadine Sapin (88)         |
| 2012  | François Bailly-Maître                   | Nadine Sapin (122)        |
| 2011  | François Bailly-Maître                   | Myriam Saugy (110)        |
| 2010  | François Bailly-Maître                   | Myriam Saugy (86)         |
| 2009  | Nino Schurter                            | Myriam Saugy (79)         |
| 2008  | Thibault Legastelois                     | Elisabeth Allione (187)   |
| 2007  | Pierre-Geoffroy Plantet                  | Fabienne Gobil (116)      |
| 2006  | Cédric Ravanel                           | Cécile Rode               |
| 2005  | Thibaut Vassal                           | Marylin Bisson            |
| 2004  | Thibaut Vassal                           | Béatrice Peyronnenc       |
| 2003  | Jérôme Chiotti                           | Céline Zanella            |
| 2002  | Claude Vergier                           | -                         |
| 2001  | Jean-Pierre Bruni                        | Cécile Rode               |
| 2000  | Claude Vergier                           | Céline Zanella            |
| 1999  | Jean-Pierre Bruni                        | Estelle Recco             |
| 1996  | Jean-Pierre Bruni et François DOLA       | -                         |
| 1992  | Bruno Lebras                             | Sophie Kempf              |
| 1990  | Christian Taillefer et Patrice Thevenard | Pauline Macnamara         |
| 1989  | Christian Taillefer                      | Sandy Shroot              |
| 1988  | Bruno Lebras                             | Silvia Fürst              |